# Département de Norfolk
Le département de Norfolk est un commandement de l'armée confédérée dont l'existence ne dure que quelques mois (de mai 1861 à mai 1862) au début de la guerre de Sécession. Le département disparaît avec l'évacuation de Norfolk face à la progression des troupes du général George McClellan lors de la campagne de la Péninsule.

## Historique
Le département de Norfolk est créé en mai 1861(p399). Il est placé sous le commandement du brigadier général Benjamin Huger(p399). La responsabilité du département couvre initialement les environs de Norfolk en Virginie, mais est étendu avant la fin de l'année pour comprendre Albemarle Sound en Caroline du Nord à l'exception de Roanoke Island(p399).
Benjamin Huger est conscient que le département ne pourra par tenir à un assaut de l'Union. Cependant, il prend les mesures pour fortifier la région(p953).
En décembre 1861, par ordre spécial du bureau que l'adjudant et inspecteur général numéro 272, la partie à l'est de la rivière Chowan et les comtés de Washington et de Tyrell sont constitués en district d'Albemarle, commandé par le brigadier général Henry Wise. Ce district dépend alors du département de Norfolk.
Début mai 1862, Huger sait qu'il ne peut tenir Norfolk que si Joseph E. Johnston, commandant l'armée de Virginie du Nord, tient ses lignes sur la Péninsule à l'est de Yorktown. Lorsque ce dernier se retire le 5 mai 1862, Huger connaissant la faiblesse de ses forces, démantèle les fortifications, déplace les entrepôts et incendie le chantier naval avant de retraiter(p351).
Le département cesse d'exister avec l'invasion nordiste et la capture de Norfolk en mai 1862(p399). À cette époque le président Jefferson Davis regroupe la multitude de petits départements confédérés (Fredericksburg, Alexandria, Péninsule et le district de la vallée) pour former le département de Virginie du Nord(p64).

## Commandants

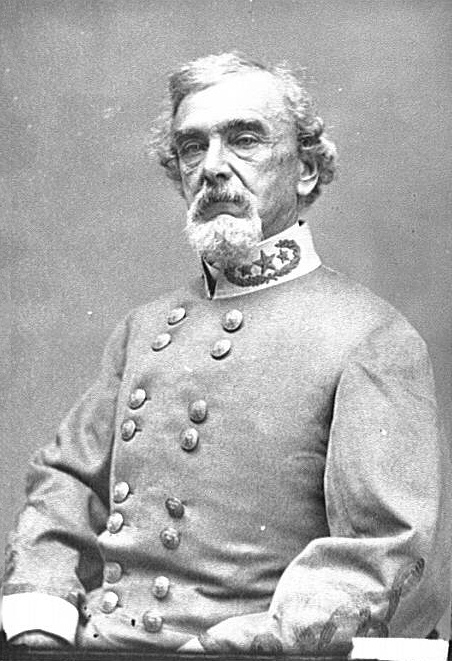
Benjamin Huger

- Benjamin Huger : 23 mai 1861[5] – 9 mai 1862[5](p351)

## Effectifs
Le département de Norfolk comprend la brigade de Lewis A. Armistead, la brigade de William Mahone et celle de Albert G. Blanchard. Ces trois divisions deviendront par la suite la division de R. H. Anderson(p70).